# برایون آلن
برایون آلن (انگلیسی: Bryon Allen؛ زادهٔ ۱ مهٔ ۱۹۹۲) بازیکن بسکتبال اهل ایالات متحده آمریکا است.